# USS Davison (DD-618)
Эскадренный миноносец «Дэвисон» (англ. USS Davison (DD-618)) — американский эсминец типа Gleaves.
Заложен на верфи Federal Shipbuilding, Kearny, Кирни 26 февраля 1942 года. Спущен 19 июня 1942 года, вступил в строй 11 сентября 1942 года.
С 23 июня 1945 года быстроходный тральщик DMS-37. Выведен в резерв 24 июня 1949 года. С 15 июля 1955 года снова эсминец DD-618.
Из ВМС США исключён 15 января 1972 года.
Продан 27 августа 1973 года фирме «Zidell Explorations Inc.» в Портленд и разобран на слом.